# Tilicho (jezioro)
Tilicho – jezioro w Himalajach (Himalaje Wysokie – grupa Annapurny) położone na wysokości 4920 m n.p.m. w pobliżu góry Tilicho. Położone jest w Nepalu, w dystrykcie Manang.
Jest to jezioro polodowcowe, a dokładniej cyrkowe.
Jezioro wymieniane wśród najwyżej położonych jezior na świecie. W 2000 roku członkowie rosyjskiej ekspedycji jako pierwsi podjęli próby nurkowania w Tilicho. Osiągnęli głębokość 10 m poniżej lustra wody.
W październiku 2006 roku podczas rekonesansu przed ekspedycją planowaną na 2007 Jan Kwiatoń nurkuje na wstrzymanym oddechu do głębokości 10 m i robi zdjęcia dna jeziora na gł. do 8 m. - relacja www.fordon-himalaje2007.pl
Jesienią 2007 z Bydgoszczy pod kierownictwem Jana Kwiatonia wyruszyła polska ekspedycja Tilicho Lake and Peak 2007, której celem było zdobycie szczytu Tilicho oraz nurkowanie w jeziorze. Ze względu na silne opady śniegu zrezygnowano z próby zdobycia szczytu. 16 października 2007 wyznaczony przez kierownika Tomasz Witkowski wraz z towarzyszącym mu członkiem wyprawy zeszli na głębokość 30 m poniżej lustra wody. Poza zdobytym pakietem badań medycznych, pobito rekord świata w głębokości nurkowania na wysokości zbliżonej do 5000 m n.p.m.